# Episodi di Dixon of Dock Green (ventesima stagione)
La ventesima stagione della serie televisiva Dixon of Dock Green è andata in onda nel Regno Unito dal 29 dicembre 1973 al 20 aprile 1974 su BBC One.
| nº | Titolo originale                                             | Prima TV UK      |
| -- | ------------------------------------------------------------ | ---------------- |
| 1  | Eyewitness                                                   | 29 dicembre 1973 |
| 2  | Knocker                                                      | 5 gennaio 1974   |
| 3  | Harry's Back                                                 | 12 gennaio 1974  |
| 4  | Question in the House                                        | 19 gennaio 1974  |
| 5  | The Unwanted                                                 | 26 gennaio 1974  |
| 6  | Stitch-Up                                                    | 2 febbraio 1974  |
| 7  | Full Circle                                                  | 9 febbraio 1974  |
| 8  | There's Your Story, There's My Story – and There's the Truth | 16 febbraio 1974 |
| 9  | Pay-Off                                                      | 23 febbraio 1974 |
| 10 | Cat-Walk                                                     | 2 marzo 1974     |
| 11 | Snout                                                        | 9 marzo 1974     |
| 12 | The Long Memory                                              | 16 marzo 1974    |
| 13 | Jack the Lad                                                 | 23 marzo 1974    |
| 14 | A Sense of Guilt                                             | 30 marzo 1974    |
| 15 | Three's Company                                              | 6 aprile 1974    |
| 16 | Sounds                                                       | 13 aprile 1974   |
| 17 | Firearms Were Issued                                         | 20 aprile 1974   |

## Eyewitness
- Prima televisiva: 29 dicembre 1973
- Scritto da: Derek Ingrey

### Trama
- Guest star: Ken Barker (Police Driver), Bernard Martin (pilota), John Salthouse (Cliff), Chubby Oates (Terry), Andrew Lodge (John Pierce), Steve Plytas (Mr. Colly), Stephen Greif (Tony), Kenneth Watson (detective Chief Insp. Scott)

## Knocker
- Prima televisiva: 5 gennaio 1974
- Diretto da: Vere Lorrimer
- Scritto da: Gerald Kelsey

### Trama
- Guest star:

## Harry's Back
- Prima televisiva: 12 gennaio 1974
- Diretto da: Vere Lorrimer
- Scritto da: N. J. Crisp

### Trama
- Guest star: Jonathan Adams (Special Branch Officer)

## Question in the House
- Prima televisiva: 19 gennaio 1974

### Trama
- Guest star:

## The Unwanted
- Prima televisiva: 26 gennaio 1974

### Trama
- Guest star:

## Stitch-Up
- Prima televisiva: 2 febbraio 1974
- Scritto da: Derek Ingrey

### Trama
- Guest star: Sue Nicholls (Myra Close), Michael Turner (detective Chief Supt. Burton), Ray Barrett (Phil Burgh)

## Full Circle
- Prima televisiva: 9 febbraio 1974
- Diretto da: Vere Lorrimer

### Trama
- Guest star:

## There's Your Story, There's My Story – and There's the Truth
- Prima televisiva: 16 febbraio 1974
- Scritto da: Derek Ingrey

### Trama
- Guest star:

## Pay-Off
- Prima televisiva: 23 febbraio 1974
- Scritto da: Gerald Kelsey

### Trama
- Guest star:

## Cat-Walk
- Prima televisiva: 2 marzo 1974
- Diretto da: Vere Lorrimer

### Trama
- Guest star: Paul Darrow (Pearce), Barbara Shelley (Edwina), Barry Stanton (Rupert), Tommy Wright (Paddick)

## Snout
- Prima televisiva: 9 marzo 1974
- Diretto da: Vere Lorrimer
- Scritto da: Derek Ingrey

### Trama
- Guest star: Muriel Pavlow (Anne Fulton)

## The Long Memory
- Prima televisiva: 16 marzo 1974

### Trama
- Guest star:

## Jack the Lad
- Prima televisiva: 23 marzo 1974
- Scritto da: Derek Ingrey

### Trama
- Guest star: Stanley Price (Dick Connors), Hans De Vries (John), Jeremy Wilkin (Freddie), George Waring (detective Supt. Robart), Tom Adams (Jack Montelbetti)

## A Sense of Guilt
- Prima televisiva: 30 marzo 1974

### Trama
- Guest star: Aimée Delamain (Matty), Harry Towb (Fred), Barry Jackson (Joe), Frank Jarvis (Harry), Brian Hawksley (Police Doctor)

## Three's Company
- Prima televisiva: 6 aprile 1974
- Scritto da: Gerald Kelsey

### Trama
- Guest star:

## Sounds
- Prima televisiva: 13 aprile 1974
- Scritto da: Eric Paice

### Trama
- Guest star:

## Firearms Were Issued
- Prima televisiva: 20 aprile 1974
- Diretto da: Vere Lorrimer
- Scritto da: N. J. Crisp

### Trama
- Guest star: Sidney Kean (Wade), Cyril Shaps (Green), David Masterman (agente Dewar)